# Paul Reinman
Paul Reinman né le 2 septembre 1910 et mort le 27 septembre 1988 est un dessinateur de comics américain.

## Biographie
Paul Reinman naît dans la banlieue de Worms en Allemagne le 2 septembre 1910 dans une famille juive. En 1934, il s'exile aux États-Unis pour fuir le nazisme. Sa famille le suivra quelques années après. Installé à New York, il travaille comme designer de néons puis occupe divers emplois. Il est engagé pour dessiner des boîtes d'allumettes et se lance ensuite dans l'illustration de posters ou de publicités. Il est ensuite engagé pour dessiner des couvertures de pulps ou de magazines. Dans les années 1940, il commence à travailler dans les comics, d'abord chez MLJ puis chez Timely Comics. Il passe ensuite chez DC Comics où il reprend Green Lantern puis The Atom. De février 1949 à février 1950, il dessine le comic strip de Tarzan puis de février 1950 à novembre 1950 il passe à Merrie Chase. En 1951, il revient chez Timely, qui se nomme alors Atlas Comics. Il y adapte des récits bibliques dans Bible Tales for Young Folks et Bible Tales for Young People mais on trouve son nom aussi sur des histoires de guerre, des western, du policier, de l'humour et de l'horreur. Parallèlement à son travail pour Atlas, il dessine aussi des récits pour American Comics Group ou Dell Comics. De 1962 à 1964, il participe au retour des super-héros chez Marvel, nouvel avatar de Timely, où il encre les premières aventures de Hulk et des X-men dessinées par Jack Kirby. De 1964 à 1967, il revient chez MLJ, devenu entretemps Archie Comics. Puis il passe d'un éditeur à l'autre Tower Comics, Gold Key Comics et de nouveau Marvel. En 1974, il assiste John Romita Sr. sur The Amazing Spider-Man. En  plus d'encrer il est parfois aussi coloriste. Dans la seconde partie des années 1970, il abandonne les comics et devient dessinateur de procès. Il produit aussi des posters et des publicités. Il prend sa retraite dans le Comté de Palm Beach en Floride où il meurt le 27 septembre 1988, .